# Département Loire-Atlantique
Das Département de la Loire-Atlantique [lwaʀatlɑ̃ˈtik]  (bretonisch: Liger-Atlantel) ist das französische Département mit der Ordnungsnummer 44. Es liegt im Nordwesten des Landes in der Region Pays de la Loire.

## Geographie
Benachbarte Départements sind Morbihan, Ille-et-Vilaine, Mayenne, Maine-et-Loire und die Vendée.
Bedeutendster Fluss ist die Loire, die im Département bei Saint-Nazaire in den Atlantik mündet.

## Wappen
Das Wappen des Départements wurde vom französischen Heraldiker Robert Louis erstellt, es wurde bis in die 1950er Jahre offiziell verwendet.
Der Conseil départemental, die Vertretung des Départements, erkennt dieses Wappen allerdings nicht an.
Beschreibung: In Silber sechs Reihen schwarze gesäte Hermeline von einem blauen Wellenbalken überdeckt.

## Geschichte
Das Département wurde am 4. März 1790 gebildet.
Loire-Atlantique gehört zur historischen Bretagne, nicht aber zur modernen Verwaltungsregion gleichen Namens, da die historische Zugehörigkeit bei der Schaffung der französischen Regionen 1982 nicht berücksichtigt wurde. Die Mehrheit der Bewohner befürwortet eine Wiedereingliederung in die Bretagne.
Von 1790 bis 1957 hieß das Departement „Loire-inférieure“, dann wurde es umbenannt, weil „inférieure“ (‚unter‘) einen negativen Beiklang hat.
Seit 1960 gehört es der Region Pays de la Loire an.
Es gehörte nicht zum Verbreitungsgebiet der bretonischen Sprache; vielmehr herrschten romanische Mundarten als Umgangssprache vor.

## Städte
Die bevölkerungsreichsten Gemeinden des Départements Loire-Atlantique sind:
| Stadt                     | Einwohner (2022) | Arrondissement |
| ------------------------- | ---------------- | -------------- |
| Nantes                    | 325.070          | Nantes         |
| Saint-Nazaire             | 73.111           | Saint-Nazaire  |
| Saint-Herblain            | 50.561           | Nantes         |
| Rezé                      | 43.349           | Nantes         |
| Saint-Sébastien-sur-Loire | 28.373           | Nantes         |
| Orvault                   | 28.341           | Nantes         |
| Vertou                    | 26.048           | Nantes         |
| Couëron                   | 23.541           | Nantes         |
| Carquefou                 | 20.535           | Nantes         |
| Bouguenais                | 20.590           | Nantes         |

Weiterer bedeutender Ort ist Châteaubriant, der Verwaltungssitz des  Arrondissements Châteaubriant-Ancenis.

## Verwaltungsgliederung
Das Département Loire-Atlantique gliedert sich in 3 Arrondissements, 31 Kantone und 207 Gemeinden:
| Arrondissement               | Kantone | Gemeinden | Einwohner 1. Januar 2022 | Fläche km² | Dichte Einw./km² | Code INSEE |
| ---------------------------- | ------- | --------- | ------------------------ | ---------- | ---------------- | ---------- |
| Châteaubriant-Ancenis        | 7       | 76        | 233.942                  | 3.157,63   | 74               | 445        |
| Nantes                       | 21      | 76        | 888.845                  | 1.958,66   | 454              | 442        |
| Saint-Nazaire                | 9       | 55        | 350.369                  | 1.758,06   | 199              | 443        |
| Département Loire-Atlantique | 31      | 207       | 1.473.156                | 6.874,35   | 214              | 44         |

Siehe auch:

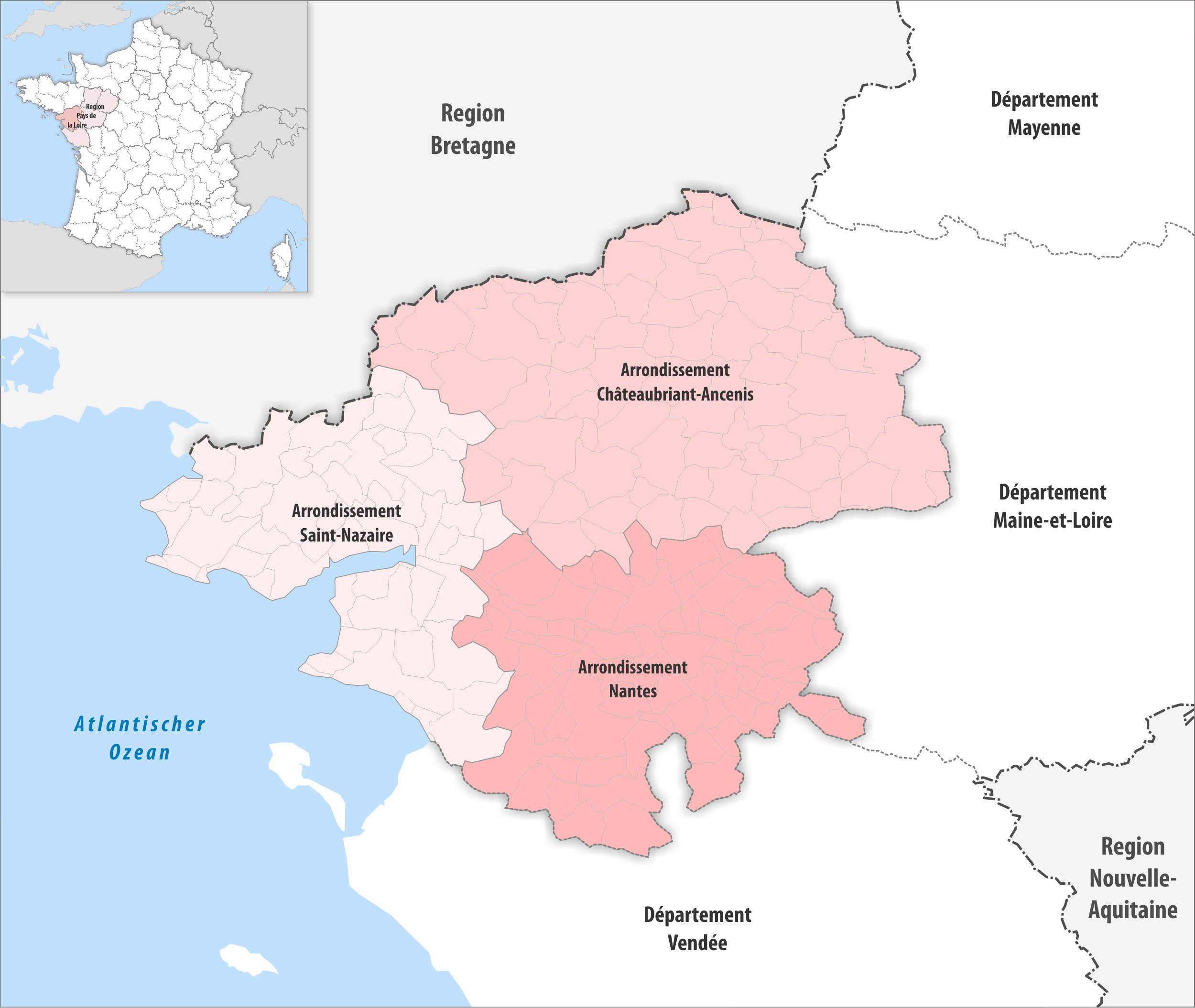
Gemeinden und Arrondissemente im Département Loire-Atlantique

- Liste der Gemeinden im Département Loire-Atlantique
- Liste der Kantone im Département Loire-Atlantique
- Liste der Gemeindeverbände im Département Loire-Atlantique

## Klima
Messstationen: Île de Groix und Belle-Île (Da das Département Loire-Atlantique nicht über eine eigene Messstation verfügt, wurden die Daten des benachbarten Départements Morbihan angegeben.)
| maritime Klimadaten              | J  | F  | M  | A  | M  | J  | J  | A  | S  | O  | N  | D  |
| -------------------------------- | -- | -- | -- | -- | -- | -- | -- | -- | -- | -- | -- | -- |
| mittlere Höchsttemperatur        | 9  | 9  | 11 | 13 | 16 | 19 | 21 | 21 | 19 | 16 | 12 | 10 |
| mittlere Tiefsttemperatur        | 5  | 5  | 6  | 7  | 10 | 13 | 14 | 15 | 14 | 11 | 8  | 6  |
| Anzahl sehr sonnige Tage         | 2  | 3  | 4  | 5  | 4  | 5  | 6  | 4  | 4  | 3  | 1  | 2  |
| Anzahl Tage mit bedecktem Himmel | 17 | 13 | 13 | 10 | 9  | 8  | 7  | 7  | 9  | 12 | 15 | 17 |
| Anzahl Regentage                 | 13 | 11 | 10 | 8  | 9  | 6  | 5  | 7  | 9  | 10 | 13 | 13 |
| Regenmenge in mm                 | 75 | 65 | 57 | 40 | 45 | 30 | 32 | 45 | 62 | 68 | 80 | 80 |
| Wassertemperatur in Küstennähe   | 9  | 9  | 10 | 12 | 13 | 16 | 18 | 19 | 18 | 16 | 14 | 11 |

Tage pro Jahr mit
- Regenfällen über 1 mm: 115
- Frost: 10
  - Erster Frost: Ende Dezember
  - Letzter Frost: Ende Februar
- Schnee: 1
- Gewitter: 4
- Hagel: 2

Stand 1991